# John Kessel
John Joseph Vincent Kessel (Buffalo, 24 september 1950) is een Amerikaanse schrijver van sciencefiction- en fantasyverhalen. Hij won hiervoor onder meer twee Nebula Awards, een Locus Award, een Otherwise Award en een Theodore Sturgeon Award.

## Biografisch
Kessel studeerde natuurkunde en Engels aan de University of Rochester en behaalde daarna een master en een Ph.D. in Engels aan de University of Kansas. Hij begon in 1982 met lesgeven in Amerikaanse literatuur en creatief schrijven aan de North Carolina State University. Kessel publiceerde op dat moment al vier jaar korte verhalen in gespecialiseerde tijdschriften.
Kessel won in 1982 een Nebula Award voor zijn novelle Another Orphan. Hierin wordt een verveelde beurshandelaar uit Chicago op een dag wakker op een schip en raakt hij ervan overtuigd dat hij zich in de roman Moby-Dick bevindt. Kessel bracht in 1985 zijn eerste boek van romanlengte uit, Freedom Beach. Dit schreef hij samen met James Patrick Kelly. Hij won in 1992 zowel een Locus Award als een Theodore Sturgeon Award voor zijn korte verhaal Buffalo. Kessel laat hierin zijn vader als 'gewone man' gesprekken voeren over het tijdsbeeld met intellectuele tijdgenoten als H.G. Wells en Clarence Darrow.
Kessel kreeg in 2002 een Otherwise Award voor zijn novelle Stories for Men, dat was gepubliceerd in Asimov's Science Fiction. Dit verhaal gaat over een kolonie mensen op de maan die leven in een matriarchaal systeem, waarin mannen niet als gelijkwaardig gelden. Hij won in 2009 zijn tweede Nebula award voor de novellette Pride and Prometheus. Daarin ontmoet Mary Bennet uit Pride and Prejudice Victor Frankenstein en krijgt ze gevoelens voor hem, terwijl hij intussen ook moet zien om te gaan met het door hem gecreëerde monster.
Kessels sciencefictionverhaal A Clean Escape uit 1985 werd verfilmd tot televisiefilm als onderdeel van de serie Masters of Science Fiction.

### Boeken en novelles
- 1982 - Another Orphan (novelle, Nebula Award)
- 1985 - Freedom Beach (samen met James Patrick Kelly)
- 1989 - Good News From Outer Space
- 1997 - Corrupting Dr. Nice
- 2002 - Stories for Men (novelle, Otherwise Award)
- 2008 - Pride and Prometheus (novelette[3], Nebula Award)
- 2017 - The Moon and the Other
- 2008 - Pride and Prometheus (een tot romanlengte uitgebreide versie van de gelijknamige novelle uit 2008)

### Verhalenbundels
- 1992 - Meeting in Infinity
- 1997 - The Pure Product
- 2012 - The Collected Kessel
- 2018 - The Baum Plan for Financial Independence and Other Stories